# Lago Escondido (sjö i Argentina, Neuquén)
Lago Escondido är en sjö i Argentina.   Den ligger i provinsen Neuquén, i den sydvästra delen av landet, 1 300 km sydväst om huvudstaden Buenos Aires. Lago Escondido ligger 975 meter över havet. Arean är 2,8 kvadratkilometer. Den sträcker sig 2,2 kilometer i nord-sydlig riktning, och 4,2 kilometer i öst-västlig riktning.
I omgivningarna runt Lago Escondido växer i huvudsak blandskog. Runt Lago Escondido är det mycket glesbefolkat, med 6 invånare per kvadratkilometer.